# Rafael Stadelmann
Rafael Stadelmann (* 19. November 1984) ist ein ehemaliger Schweizer Radballspieler vom VC Oftringen. Nach 25 Jahren beendete er seine aktive Radballkarriere im November 2017 nach dem Weltcup-Turnier in Liestal. Den grössten Teil seiner Karriere spielte er mit Andreas Zaugg.

## Karriere
Bereits seit 1992 spielt Rafael Stadelmann zusammen mit Andreas Zaugg. Nach mehreren Silber- und Bronzemedaillen bei den Schweizer Meisterschaften der Schüler gewannen sie im Jahr 2001 die Meisterschaft der Junioren und stiegen somit direkt in die 1. Liga auf. Bereits im ersten Jahr bei den Aktiven gelang ihnen der Aufstieg in die Nationalliga B und im Jahr darauf auch gleich der Aufstieg in die Nationalliga A, die höchste Spielklasse der Schweiz. 2007, in ihrer vierten Saison in der NLA, gewannen sie die Silbermedaille im Schweizer Cup und qualifizierten sich für den Weltcup-Final in Dornbirn. Zwei Jahre später gewannen sie den Schweizer Cup und holten mit dem dritten Rang die erste Medaille in der NLA. In den folgenden Jahren konnten sie zweimal als Ersatzteam an die Weltmeisterschaft und gewannen mehrere Medaillen an der Schweizer Meisterschaft, im Cup und bei Weltcup-Turnieren.
2013 beendete sein Partner Andreas Zaugg nach 21 gemeinsamen Jahren seine Karriere nach dem SM-Final in Oftringen mit dem Schweizer-Meister-Titel vorläufig. Rafael Stadelmann spielte die folgende Saison zusammen mit Samuel Niklaus in der NLA. Nach dem dritten Rang im Schweizer Cup verpassten sie mit dem siebten Rang in der Schweizer Meisterschaft den Final knapp. Nachdem Andreas Zaugg seine Rücktrittsentscheidung rückgängig gemacht hatte, spielte Rafael Stadelmann noch einmal bis 2017 mit ihm zusammen. Mit dem Weltcup-Turnier 2017 in Liestal beendete Stadelmann seine Radballkarriere, nachdem er mit Zaugg die NLA 2017 mit dem Gewinn der Bronzemedaille abgeschlossen hatte.

## Erfolge
- Schweizer Meisterschaft
  - 1. Rang 2013
  - 2. Rang 2010
  - 3. Rang 2009, 2011, 2012, 2017
- Schweizer Cup
  - 1. Rang 2009
  - 2. Rang 2007, 2010
  - 3. Rang 2011, 2012, 2014

### Weltcup-Statistik
| Jahr                      | Partner        | 1. T. | 2. T. | 3. T.          | 4. T.          | Punkte | Quali | Final |
| ------------------------- | -------------- | ----- | ----- | -------------- | -------------- | ------ | ----- | ----- |
| 2003                      | Andreas Zaugg  | 8     | –     | –              | –              | 18     | 25    | –     |
| 2004                      | Andreas Zaugg  | 7     | –     | –              | –              | 20     | 27    | –     |
| 2005                      | Andreas Zaugg  | 9     | 6     | Silbermedaille | –              | 86     | 12    | –     |
| 2006                      | Andreas Zaugg  | 9     | – (a) | –              | –              | 41     | 17    | –     |
| 2007                      | Andreas Zaugg  | 5     | 5     | 4              | Silbermedaille | 140    | 6     | 8     |
| 2008                      | Andreas Zaugg  | –     | –     | –              | –              | –      | –     | 7 (b) |
| 2009                      | Andreas Zaugg  | 6     | – (a) | Bronzemedaille | 5              | 120    | 9     | –     |
| 2010                      | Andreas Zaugg  | 6     | – (a) | Bronzemedaille | 7              | 130    | 9     | –     |
| 2011                      | Andreas Zaugg  | 4     | 6     | Silbermedaille | –              | 105    | 10    | –     |
| 2012                      | Andreas Zaugg  | 6     | 7     | Silbermedaille | 5              | 120    | 9     | –     |
| 2013                      | Andreas Zaugg  | 4     | –     | –              | –              | 35     | 19    | –     |
| 2014                      | Samuel Niklaus | 6     | –     | –              | –              | 25     | 25    | –     |
| Stand: 22. September 2014 |                |       |       |                |                |        |       |       |

Teilnahmen:  27

 Goldmedaillen:  0

 Silbermedaillen:  4

 Bronzemedaillen:  2

| Legende |
| --- |
| - Jahr: Nennt das Jahr des Weltcups. - Partner: Spielpartner in diesem Weltcup-Jahr. - 1. T.: (1. Turnier, von 4) Rang des Sportlers in diesem Turnier. - Punkte: Weltcup-Punkte, die der Spieler am Ende der Qualifikation hatte. - Quali: Rang am Ende der Qualifikation. - Finale: Rang im Finale, falls dieses erreicht wurde. |